# Organické sloučeniny kadmia
Organické sloučeniny kadmia jsou organokovové sloučeniny obsahující vazby mezi atomy uhlíku a kadmia. Kadmium se společně se zinkem a rtutí nachází ve 12. skupině periodické tabulky a má s nimi mnoho podobných vlastností.
Jedním z nejjednodušších příkladů je dimethylkadmium, jehož vazby C-Cd mají délku 213 pm.
Organické sloučeniny kadmia jsou citlivé na vzduch, světlo a vlhkost.

## Příprava

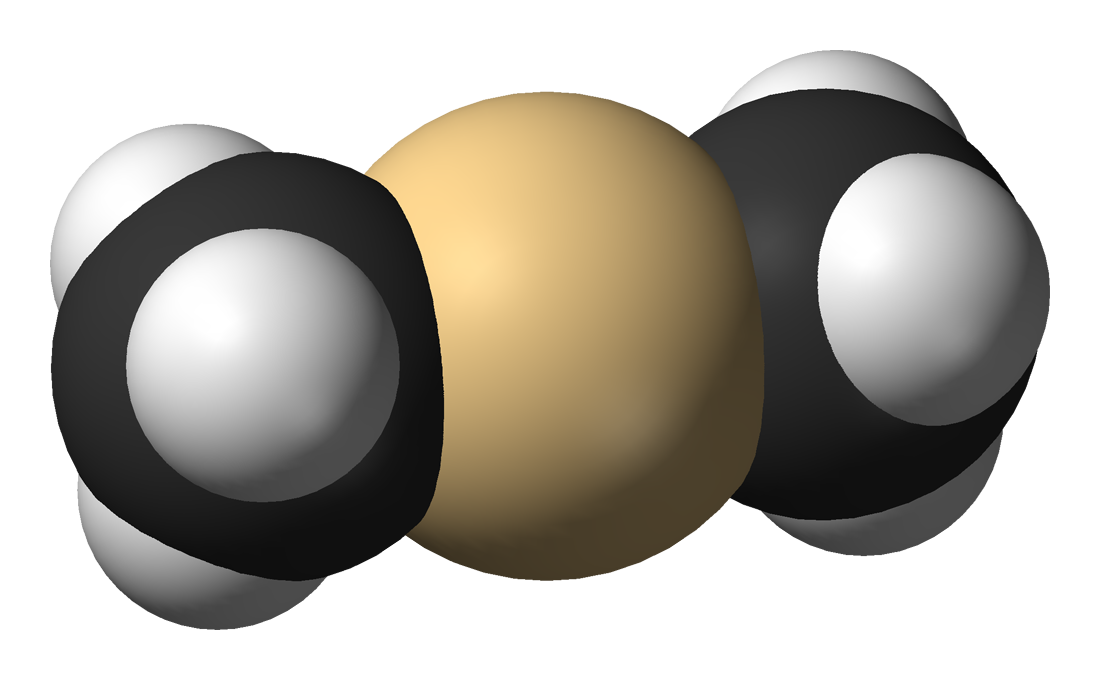
Model molekuly dimethylkadmia

Prvními popsanými organokadmiovými sloučeninami byly dimethylkadmium, CH3-Cd-CH3, a diethylkadmium, CH3CH2-Cd-CH2CH3, které popsal Erich Krause v roce 1917. Obecně se organokovové sloučeniny kadmia vytvářejí transmetalacemi, spočívajícími v rekcích organokovových sloučenin s kademnatými solemi.
Diethylkadmium lze připravit reakcí bromidu kademnatého se dvěma ekvivalenty ethylmagnesiumbromidu v diethyletheru. Diethylkadmium je bezbarvá kapalina s teplotou tání −21 °C.
Difenylkadmium je možné připravit z fenyllithia a bromidu kademnatého, jedná se o pevnou látku tající při 174 °C.

### Fluoroalkylové a alkenylové sloučeniny
Perfluorované alkyly a alkenyly kadmia jsou tepelně stabilnější než příslušné sloučeniny zinku. Alkenylové deriváty se vytvářejí navázáním kadmia na jodtrifluorethylen.

## Reakce
Syntetická využitelnost organických sloučenin kadmia je omezená, protože jsou slabšími nukleofily než organozinkové sloučeniny. Tuto nižší reaktivitu lze ukázat například na přeměnách acylchloridů na ketony.
Tuto reakci popsal Henry Gilman v roce 1936 a byla používána do doby, než byly objeveny méně toxické měďnany. S Grignardovými činidly bude probíhat dále a vytvářet terciární alkoholy. Methylkadmium bylo použito v jednom z kroků totální syntézy cholesterolu:
Dalším příkladem syntetického využití organokadmiových sloučenin je reakce diisoamylkadmia s β-karbomethoxypropionylchloridem za vzniku methyl-4-keto-7-methyloktanoátu, přičemž nedochází k dalším reakcím s ketonovou nebo esterovou skupinou.
Při přípravě organických sloučenin kadmia z kademnatých solí halogenid vytvoří nukleofilnější produkt, átový komplex; stejný jev byl také pozorován u organických sloučenin zinku.
Dimethylkadmium se také používá na přípravu koloidních nanokrystalů. Jeho toxicita vedla k hledání jiných kadmipových prekurzorů, jako je oxid kademnatý.

## Toxicita
Sloučeniny kadmia jsou toxické. Dimethylkadmium při vdechnutí poškozuje ledviny, játra, centrální nervovou a dýchací soustavu.
Sloučeniny kadmia jsou považovány za karcinogeny.